# Гриффит, Томас
Томас Йен Гриффит (англ. Thomas Ian Griffith; род. 18 марта 1962, Хартфорд, Коннектикут, США) — американский актёр кино и телевидения, сценарист, мастер боевых искусств.

## Биография

### Ранние годы
Томас Гриффит родился 18 марта 1962 в Хартфорде, столице штата Коннектикут,США. Мать — Мэри Энн, преподаватель в танцевальной студии, отец — Томас Джозеф Гриффит, профессор в колледже. Он учился в Колледже Святого Креста в Вустере, Массачусетс (по специальности английская литература и музыка). Еще учась в колледже, Йен Гриффит принимал участие в бродвейском шоу «Самый лучший маленький бордель в Техасе». Брал уроки оперного пения в Нью-Йорке у звезды Метрополитен-опера Делии Ригал.

### Кино
В 1989 году Гриффит переезжает в Лос-Анджелес, чтобы попробовать себя в кино. Первым его фильмом становится «Парень-каратист 3» (1989), в котором он сыграл Терри Сильвера, мастера восточных боевых искусств, который настроил Даниэля ЛаРуссо против его друга и наставника господина Мийяги.
В 1996 году Гриффит снялся в фильме «Блуждающая пуля» в роли агента отдела по борьбе с наркотиками Макса Периша. По сценарию фильма они вместе с агентом ФБР Дианой (Тиа Каррере) пытаются найти мошенника, который нанял киллера (Дональд Сазерленд) для убийства напарника Дианы, чтобы отомстить за испорченную свадьбу, на которой погиб сын русского мафиози. Но прорывом можно считать приглашение на роль повелителя вампиров Яна Валека в фильм Джона Карпентера «Вампиры». В 2002 году участвовал в съёмках фильма «xXx» в роли агента Джима МакГрата.
Первой его телевизионной ролью был Кетлин Эвинг в сериале «Другой мир», в котором он играл с 1984 по 1987 годы. В 1999 году Гриффит снялся в фильме «Secret of Giving with» («Секрет дарования») с Рибой Макинтар; ранее в 1999 он появлялся в клипе Рибы к песне «What Do You Say». В 1990 он снялся в роли Рока Хадсона в телевизионном фильме о его жизни, получив одобрение критиков. Также Гриффит появлялся в качестве гостя во многих телевизионных шоу, в том числе «In the Heat of the Night», «Умник», «Холм одного дерева».
С 2013 года Гриффит периодически пишет сценарии для сериала «Гримм» на канале NBC.

## Личная жизнь
С 1991 года женат на бывшей партнерше по фильму «Другой мир» звезде Мери Пейдж Келлер, у них есть двое детей.
Гриффит имеет черные пояса в кэмпо-каратэ и тхэквондо.

## Фильмография
| Год  | Название                                     | Роль                | Примечание |
| ---- | -------------------------------------------- | ------------------- | ---------- |
| 1989 | «Парень-каратист 3» (1989)                   | Терри Сильвер       |            |
| 1990 | Рок Хадсон                                   | Рок Хадсон          | TV         |
| 1992 | Высшие мотивы                                | Джек Блейлок        |            |
| 1993 | Чрезмерное насилие                           | Терри МакКен        |            |
| 1994 | Заложники                                    | Джек Уайлд          |            |
| 1994 | Кровь невинных младенцев (Прощения нет)      | Фрэнк Вушарски      |            |
| 1996 | Блуждающая пуля                              | Макс Пэриш          |            |
| 1997 | За линией огня                               | Майк Вестон         |            |
| 1997 | Кулл-завоеватель                             | Генерал Талигаро    |            |
| 1997 | The Guardian                                 | «The Guardian»      | TV         |
| 1998 | Вампиры                                      | Ян Валек            |            |
| 1999 | The Unexpected Mrs. Pollifax                 | Jack Farrell        | TV         |
| 1999 | Лавина                                       | Нил Микэн           |            |
| 1999 | The Secret of Giving: A Christmas Collection | Harry Withers       | TV         |
| 2000 | Предвидение убийства                         | Даг Бристер         | TV         |
| 2000 | Последняя битва                              | Эванс               |            |
| 2001 | Отчаянные авантюристы                        | Крис Кватерман      |            |
| 2001 | Чёрная точка                                 | Гус Тревис          |            |
| 2002 | Далеко в прериях                             | Корнелиус Лодермилк | TV         |
| 2002 | xXx                                          | Джим МакГрат        |            |
| 2003 | Патруль времени 2                            | Брендон Миллер      |            |
| 2005 | Морской волк                                 | Джеффри Торп        |            |
| 2007 | Компромат                                    | Кэш                 |            |

### Телевидение
| Год       | Показ              | Роль           | Примечание                     |
| --------- | ------------------ | -------------- | ------------------------------ |
| 1984      | Другой мир         | Кетлин Эвинг   | 1984–1987                      |
| 1988      | Полуночная жара    | Люк Поттер     | 2 эпизода                      |
| 1989      | Умник              | Роджер Тотланд | 2 эпизода                      |
| 2004      | Холм одного дерева | Ларри Сойер    | 5 эпизодов                     |
| 2005      | Ищейка             | Томас Ятес     | 1 эпизод                       |
| 2006      | Детектив Раш       | Митч           | 1 эпизод                       |
| 2013–2017 | Гримм              | –              | Сценарист, 8 эпизодов          |
| 2021–2025 | Кобра Кай          | Терри Сильвер  | Главная роль; Сезон 4, Сезон 5 |